# Radeh-ye Madan
Radeh-ye Madan (em persa: رده مدن, também romanizada como Madan) é uma aldeia do distrito rural de Bahmanshir-e Shomali, no condado de Abadan, na província de Khuzistão, Irã.
Segundo o censo de 2006, sua população era de 694 habitantes, em 132 famílias.